# (6441) Milenajesenská
(6441) Milenajesenská ist ein Asteroid des Hauptgürtels, der am 9. September 1988 von dem tschechischen Astronomen Antonín Mrkos am Kleť-Observatorium (IAU-Code 046) in Südböhmen in der Nähe der Stadt Český Krumlov entdeckt wurde.
Der Himmelskörper gehört zur Nysa-Gruppe, einer nach (44) Nysa benannten Gruppe von Asteroiden (auch Hertha-Familie genannt, nach (135) Hertha).
Der Asteroid wurde am 2. April 1999 nach der tschechischen Journalistin, Schriftstellerin und Übersetzerin Milena Jesenská (1896–1944) benannt, die zum engeren Freundeskreis des Schriftstellers Franz Kafka gehörte und 1944 im KZ Ravensbrück an den Folgen einer Nierenoperation starb.